# Comensalismo
Comensalismo é uma relação ecológica interespecífica, ou seja, acontece entre duas espécies diferentes. No comensalismo, essas duas espécies vivem normalmente associadas. É a interação que consiste no beneficiamento de uma das espécies ou população, não afetando a outra espécie em grau considerável, ou seja, a outra espécie não é significativamente prejudicada ou favorecida. O comensalismo representa um tipo de relação positiva, levando ao desenvolvimento de interações benéficas. Essa interação é comum entre plantas e animais sésseis, por um lado, e organismos móveis por outro. O comensal (espécie que obtém ganhos dentro dessa relação), também se aproveita das vantagens de proteção e alojamento, em alguns casos. O maior ganho do comensal é o ganho de alimento, tal ganho é comum em toda relação de comensalismo. Os melhores exemplos de comensalismo se encontram no oceano. O radical da palavra comensalismo deriva do termo em latim commensalis e significa "dividir a mesa".

## Alguns exemplos de comensalismo
- A Rêmora e o Tubarão

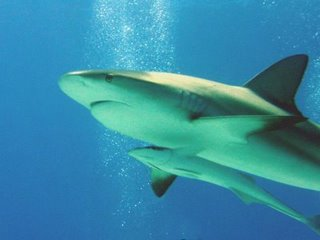
Tubarão e a Rêmora

É o exemplo mais conhecido de comensalismo. O tubarão é reconhecidamente o maior predador dos mares, ou seja, o indivíduo que normalmente ocupa o ápice da cadeia alimentar no talassociclo. Já a rêmora, um peixe pequeno, acaba sendo incapaz de realizar o predatismo. Sendo assim, a rêmora se agarra ao corpo do tubarão por uma nadadeira dorsal transformada em uma espécie de ventosa. Assim, a rêmora é transportada pelo tubarão enquanto alimenta-se dos restos de sua alimentação. Esse processo não prejudica o tubarão, pois a rêmora se alimenta apenas do que o tubarão descarta e seu peso não atrapalha em nada o tubarão.
- Urubu e o homem

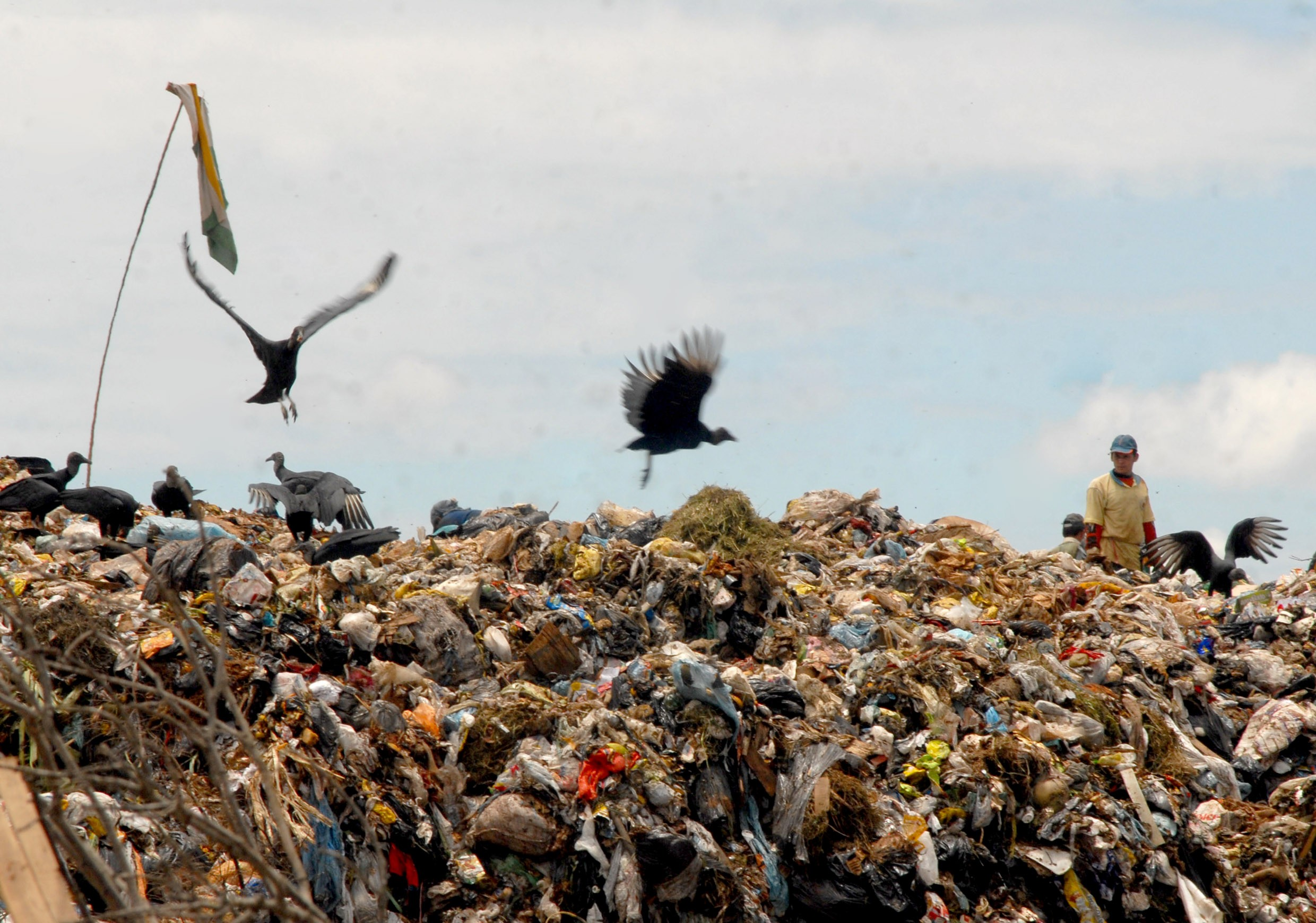
Urubus em lixões.

Nessa relação entre urubu ou abutre e o homem, o comensal é o urubu, que se alimenta do desperdício dos homens, nos lixões das cidades.O homem é a espécie que mais gera desperdício de alimento, beneficiando o urubu nessa relação.
- Leão e a hiena

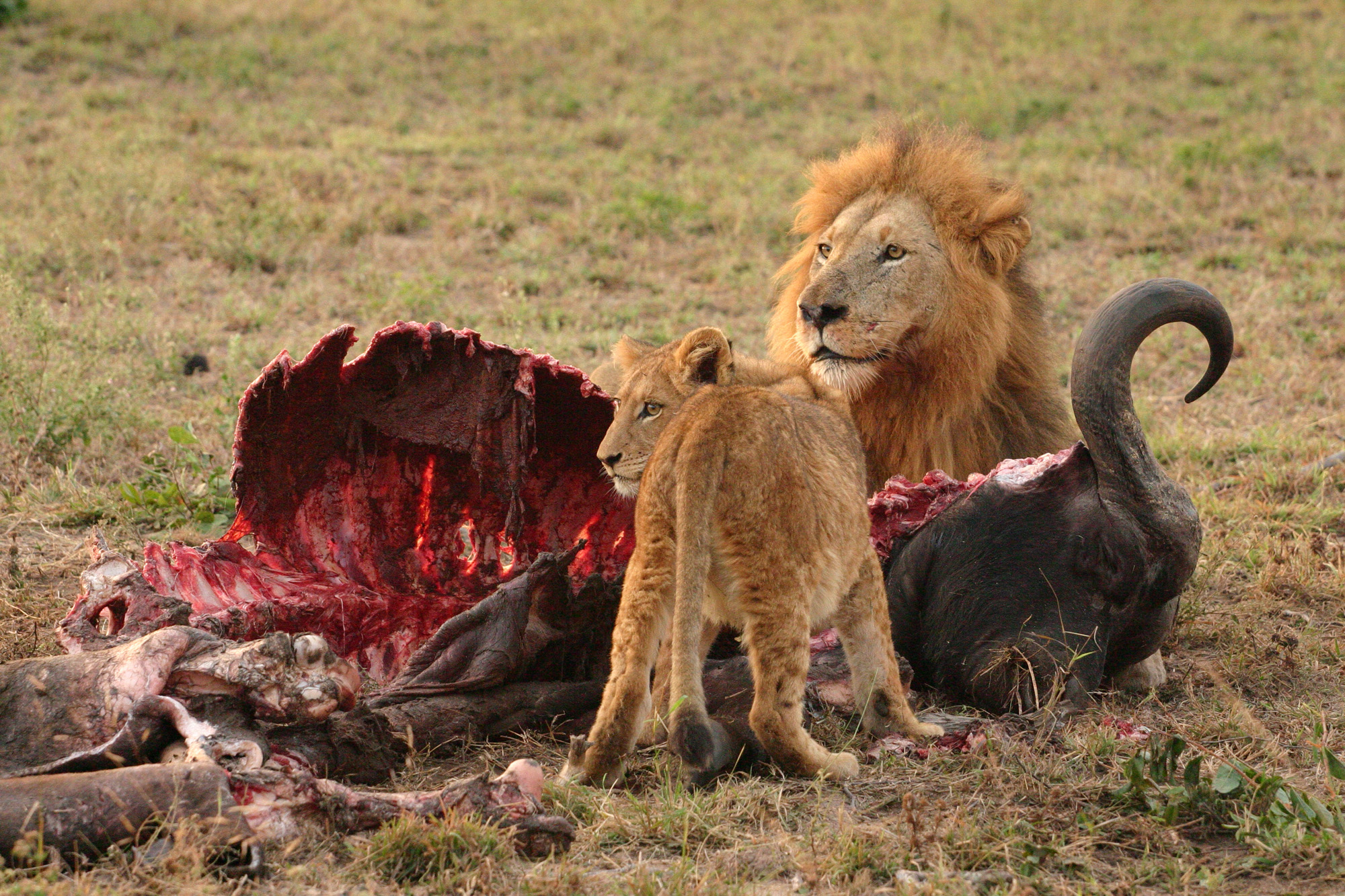
Cria e leão adulto comendo um búfalo.

Os leões são grandes felinos e ferozes caçadores típicos das savanas africanas. Nessa relação, o comensal é a hiena, que fica à espreita dos leões, que geralmente andam em bandos, esperando que estes saiam para caçar e se alimentem, para que depois se aproveitem das carcaças deixadas pelos felinos.